# 花巻新渡戸記念館
花巻新渡戸記念館（はなまきにとべきねんかん）は、岩手県花巻市高松にある、1991年創立の記念館。住所は「〒025-0014 岩手県花巻市高松9-21」。新渡戸家の敷地跡に建設され新渡戸家の功績とゆかりの品々、新渡戸稲造の世界等を紹介する。